# Вюйермен, Мирко
Ми́рко Вюйерме́н (фр. Mirko Vuillermin, род. 2 августа 1973, в Аосте, Италия) — итальянский шорт-трекист, выступавший на Олимпийских играх 1992 года, чемпион и серебряный призёр зимних Олимпийских игр 1994 года. Трёхкратный чемпион мира, 11-кратный призёр чемпионатов мира, 2-кратный чемпион и 2-кратный призёр чемпионата Европы.

## Биография
Мирко Вюйермен родился в автономной области Валле-д’Аоста, где официальными являются два языка: итальянский и французский. Он вырос в коммуне Сар. Он начал кататься на коньках в возрасте 5 лет. Изначально занимался конькобежным спортом и с 12 лет участвовал в соревнованиях. В феврале 1987 года он занял 3-е место в общем зачёте в спринтерском многоборье на чемпионате Италии. В 1988 году в Базельге-ди-Пине на молодёжном национальном чемпионате в многоборье выиграл золотую медаль, после чего следующие два года также выиграл юношеский титул чемпиона Италии. 
С 1990 года он начал больше тренироваться в шорт-треке. Мирко выиграл чемпионат Италии по шорт-треку в 1991 году и дебютировал в национальной сборной на первом командном чемпионате мира в Сеуле, где занял 4-е место в составе итальянской команды. На своих первых Олимпийских играх 1992 года в Альбервиле Вюйермен вместе со своей командой заняли 8-е место в эстафете. Через месяц в Минамимаки Мирко помог команде выиграть серебряную медаль в командном турнире. 
На следующий год он принял участие в чемпионате мира в Пекине, где впервые выиграл свою коронную дистанцию 500 метров, да ещё побив мировой рекорд канадца Марка Лэки с результатом 43:08 сек. Это была первая индивидуальная золотая медаль для Италии в шорт-треке. В эстафете Вюйермэн помог команде выиграть серебро, а в общем зачёте занял 5-е место.
В 1994 году на очередных Олимпийских играх в Лиллехаммере вновь добился успеха, взяв серебро на 500 метров и золото в эстафете. В 1995 году Вюйермен вновь доказал, что силен на дистанции 500 метров, в финале чемпионата мира в Йёвике проиграл лишь корейскому спортсмену Чхэ Джи Хуну, взяв очередное серебро. Ещё одну серебряную медаль получил в эстафете. 
29 марта 1996 года он вновь побил мировой рекорд на дистанции 500 метров с результатом 42:68 сек. на командном чемпионате мира в Лейк-Плэсиде, где выиграл бронзовую медаль с командой. В 1997 году на первом чемпионате Европы в Мальмё Мирко Вюйермен победил на дистанциях 500 и 1000 метров и в общем зачёте занял 2 место, уступив своему партнёру по команде Фабио Карте.
В том же году его карьера закончилась, после трагической аварии 20 июня. Он на своём мотоцикле врезался в грузовик, получив тяжёлые травмы. Ещё полтора года он восстанавливал своё здоровье, но в шорт-трек больше не вернулся. После восстановления Мирко занялся тренерской деятельностью и тренировал юниоров. Своё увлечение скоростным катанием на мотоциклах и автомобилях также бросил и начал кататься на велосипеде, а зимой на лыжах.